# The Evening Post (Nya Zeeland)

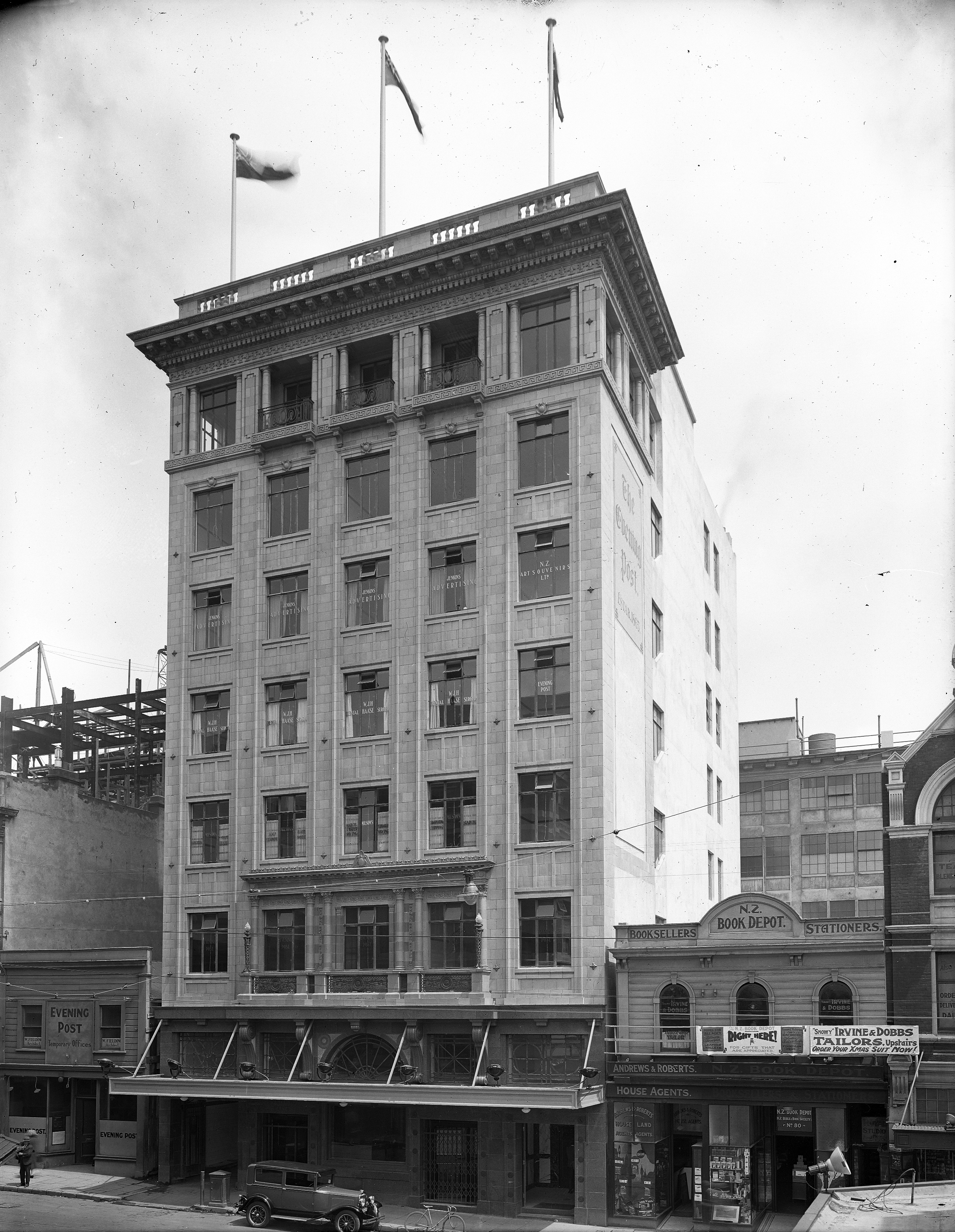
Huvudkontoret för Blundell Bros Limited

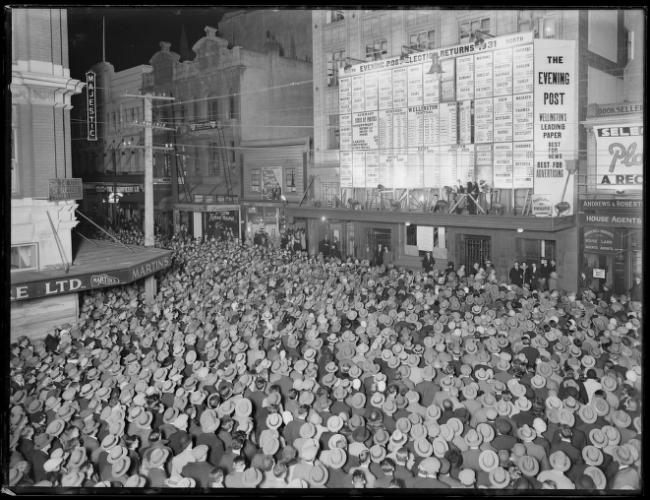
Folkmassa som väntar utanför Evening Post, för att där se valresultaten publiceras. Detta före radion blev vanligt förekommande.

The Evening Post var en dagstidning utgiven i Wellington, Nya Zeeland. Tidningen grundades 1865 av förläggaren Henry Blundell. Från 1894 hette företaget Blundell Bros Limited och sköttes av barn och barnbarn till grundaren. 
Det sista numret gavs ut den 6 juli 2002 och morgonen därpå ändrade systertidningen, The Dominion, sitt namn till The Dominion Post.. 